# 2011년 고정임기 의회법
2011년 고정임기 의회법 (Fixed-term Parliaments Act 2011, c. 14)은 영국 의회에 관한 법으로 웨스트민스터 의회에 고정임기 선거를 도입했다. 법 조항에 근거하여 2015년부터 매 5년마다 의회 선거가 열려야 한다. 고정임기 의회법은 2011년 9월 15일에 여왕의 재가를 받았다. 고정임기 의회제는 사전에 일찍이 설정된 일정에 따라 총선을 정규적으로 치루도록 하는 것으로, 2010년 총선 이후 조인된 보수-자민 연합협약에 담긴 사항 중 하나였다.

## 배경
이 법이 통과되기 전까지 영국 의회는 국왕 특권에 따른 국왕의 선언으로 해산이 이뤄질 수 있었다. 즉, 원래는 영국 국왕이 의회의 해산 시기를 결정했다는 뜻이다. 하지만 시간이 지나면서 영국 국왕은 총리의 건의에 따라서만 행동에 나서게 되었고, 19세기에 이르면서부터는 총선 시기를 조정하는 막대한 권한이 '사실상' 총리에게 돌아가게 되었다.
1715년 칠년법은 영국 의회를 소집된 지 7년 뒤에 임기가 끝나도록 했으며, 이 임기는 1911년 의회법을 통해 5년으로 줄어들게 되었다. 두 차례의 세계 대전 당시 소집된 의회의 임기 연장 특별법이 제정됐던 때만 제외하면, 영국 의회는 임기 종료 전마다 매번 국왕이 해산했기 때문에 법령 최대 기간을 채운 적이 단 한번도 없었다. 이 최대 기간 5년은 의회 임기를 가리키는 것으로, 총선 사이의 간격을 말하는 것은 아니다. 예를 들어 2010년 총선은 2005년 총선을 치른 지 5년 하고도 하루 뒤에 치러졌지만, 1992년 총선은 1992년 4월 9일에 열렸으나 그 다음 총선은 1997년 5월 1일이 되어서야 치러졌다.

## 조항
고정임기 의회법 제 3조 1항은 처음엔 의회가 총선 투표일로부터 평일 기준 14일 전에 자동으로 해산되어야 한다고 밝혀놓고 있었다. 이 부분은 곧이어 2013년 선거등록 관리법을 통해 평일 25일 전으로 개정됐다. 제 1조는 선거일에 관한 조항으로, 2015년 5월 7일을 시작으로 이전 총선으로부터 매 5년이 되는 해의 5월 첫째 주 목요일로 명시했다. 영국 총리는 제 1조 5항에 근거한 행정위임입법 시행령을 통해 총선일이 해당 날짜로부터 두 달 뒤까지 연기할 수 있는 권한을 가지고 있다. 다만 이 행정위임입법은 양원의 승인을 받아야 한다.
제 2조에서도 이 5년 기간이 끝나기 전에 조기 총선을 치룰 수 있는 경우를 두 가지로 명시해 놓았다.
- 하원에서 "본 의회는 여왕 폐하의 정부에 신임하지 않음"이라 의결한 경우. 다만 하원에서 곧바로 "본 의회는 여왕 폐하의 정부를 신임함"이라고 다시 의결한 경우는 예외로 한다. 그 두번째 신임 의결은 처음 불신임 의결이 이뤄진 날로부터 14일 내에 이뤄져야 한다.
- 하원에서 의석 정원에 3분의 2 (공석 포함)의 찬성으로 "조기 의회 총선거를 치룰 것"이라 의결한 경우.

이 두 가지 경우에 해당되면 국왕이 (총리의 추천에 따라) 새 선거일을 지정 포고한다. 그런 다음 의회는 그 선거일로부터 평일 25일 전에 해산된다.
고정임기 의회법은 소수당 정부가 들어설 때 신임공급 협약이 더 이상 필요하지 않게 되면서 과거보다 더욱 안정되게 만들었다. 공급 철회, 개원연설 및 그밖의 중요 의정활동 불가, 내각 전체가 아닌 총리 대상의 불신임 표결 등, 이전에 정부가 실권을 잃도록 만들었던 일들도 사라지게 되었다. 마지막으로 제 3조 2항은 조기 총선이든 평상시의 총선이든 그에 대비한 자동 해산을 제외하고 "의회는 그 밖의 다른 경우로 해산되지 아니한다"고 명시했다. 이로써 고정임기 의회법은 그간 전통으로 이어져온 의회를 해산시키는 국왕 특권을 없애고, 국왕 특권과 관련된 여타 법령은 물론 1715년 칠년법도 폐지하게 되었다.

### 검토
제 7조 4항부터 6항까지는 법의 이행을 검사하고 적절한 경우에는 개정이나 폐지를 권고할 위원회를 설치할 의무가 총리에게 있다고 밝혀 놓았다. 이 위원회는 2020년 6월 1일부터 11월 30일까지 설립되어야 하며 그 위원 중 절반은 하원 의원이어야 한다.

## 논의
하원에 법안이 발의됐을 때, 닉 클레그 당시 부총리는 "총리께서 의회가 해산될 날을 설정하려고 다음 총선일을 고르고 선택할 권한은 내려놓고 있는데, 영국 정치에선 정말 처음 있는 일이다"라고 말했다. 처음에 여당 쪽에서는 해산에 필요한 의원수를 정원의 55%로 하는 "보강된 과반"으로 하자고 제안했으나 법에 반영되지는 못했다. 법에 있는 5년 임기를 4년으로 한정하자는 개정안도 노동당, 플라이드 컴리, 스코틀랜드 국민당의 지지를 받았으나 부결됐다. 다만 제 4조에서 스코틀랜드 의회의 총선일이 영국 총선일과 겹치는 것을 방지하기 위해 그 날짜를 2015년 5월 7일에서 2016년 5월 5일로 연기했다.

## 같이 보기
- 인민 협약
- 입법 회기

## 참고 문헌
- 2011년 제정된 고정임기 의회법 공식 전문
- Robert Blackburn (1989). “The summoning and meeting of new Parliaments in the United Kingdom”. 《Legal Studies》 9 (2): 165–176. doi:10.1111/j.1748-121X.1989.tb00392.x.